# Gli annoiati
Gli annoiati è una commedia in tre atti di Giuseppe Giacosa.

## Trama
La scena è in campagna, nella villa dell'avvocato Ferdinando.

### Atto primo
L'avvocato Ferdinando è sposato con Livia, molto più giovane di lui. Tra Livia e l'apprendista Gianni, marchese caduto in disgrazia che Ferdinando ha voluto aiutare affidandogli piccole mansioni nel suo studio, hanno luogo timidi approcci amorosi. Ferdinando attende l'arrivo di Achille, un carissimo amico che non ha più rivisto dopo essersi sposato.
Tra i personaggi che orbitano intorno alla villa di Ferdinando vi sono Masina e Gaspare Garbini. La venticinquenne Masina è una ricca contessina, seguita da un tutore che vorrebbe convincerla a sposarsi, scontrandosi però con lo scetticismo della giovane, che teme che i pretendenti mirino più al suo denaro che alle sue qualità. Tra i pretendenti alla mano di Masina si conta anche il Garbini, vecchia conoscenza di Ferdinando e Achille, il quale cerca di nascondere il suo interesse per la contessina ma non perde occasione per starle accanto. Garbini, che si dice convinto che tutti nella villa vivano nella noia, cerca di acquistare da Ferdinando la quota di proprietà della villa stessa, che appartiene metà a Masina e metà a Ferdinando: vorrebbe poi offrire questa quota alla stessa Masina, sperando così di ottenerne le attenzioni.
Garbini, sofferente di insonnia, racconta di avere visto un incontro notturno tra un uomo e una donna, che non ha potuto riconoscere, nel giardino della villa; Livia, convinta che Garbini abbia assistito ad un innocente appuntamento tra lei e Gianni, rimane turbata.

### Atto secondo
Quando finalmente giunge Achille, a Ferdinando pare che nel vecchio amico abbia preso il sopravvento lo scetticismo. Achille gli racconta del proprio matrimonio, finito in un fallimento dovuto, secondo lui, alla noia che le troppe assenze per impegni di lavoro avevano suscitato nella moglie.
Garbini prende a raccontare anche a Ferdinando la storia del convegno notturno nel giardino. Livia torna a turbarsi e dice a Gianni di avere paura di essere stata riconosciuta, ma anche Masina non pare gradire che si racconti l'episodio, e fa in modo che Achille distragga Garbini facendogli cambiare discorso.
Gianni, frattanto, da certe carte dello studio, ha capito che Ferdinando si trova in difficoltà economiche. Gli offre il proprio aiuto, anche se il suo patrimonio è ormai ridotto all'osso, e Ferdinando accetta, raccontandogli che i suoi problemi finanziari sono dovuti a scappatelle con altre donne. Anche Masina si era resa conto delle necessità economiche di Ferdinando, e aveva cercato di aiutarlo tramite il proprio tutore: venuta a sapere della generosità di Gianni, si scusa con lui per averlo spesso maltrattato nonostante la sua gentilezza, scambiandolo per uno dei tanti interessati corteggiatori. Gianni vorrebbe partire ma Livia, arrabbiata, gli racconta che Masina si è vantata poterlo fare cadere a propri piedi quando vuole, e così Gianni, per ripicca, decide di rimanere alla villa.
Achille ha intuito che c'è qualcosa tra Livia e Gianni, e anche in Ferdinando, dopo il racconto di Garbini, nascono sospetti. Ferdinando si sfoga con Achille confessandogli che questi sospetti lo gettano nella disperazione: le scappatelle con cui aveva giustificato a Gianni il bisogno di denaro sono inventate, e le difficoltà economiche di Ferdinando nascono dalle forti spese che egli sostiene per consentire a Livia di vivere nell'agiatezza. Achille, convinto che in realtà la vita di Livia nella villa trascorra nella noia, conclude tra sé che ora le mogli rovinano i mariti per annoiarsi, mentre un tempo li rovinavano per divertirsi.

### Atto terzo
Garbini è riuscito ad ottenere da Ferdinando la quota di proprietà della villa, e così le sue speranze nei confronti di Masina si sono accresciute.
Achille però ha deciso di intervenire. Avendo capito che tra Masina e Gianni vi è reciproco interesse e che nella storia tra Gianni e Livia non vi è nulla di serio, dapprima punzecchia Gianni mettendolo al corrente delle mosse di Garbini, poi rivela a Livia che Ferdinando ha dovuto vendere la sua parte della villa per far fronte ai debiti.
Quando Ferdinando chiede a Gianni di firmare le carte per il prestito, Livia si intromette prontamente. Ferdinando pensa che sia una prova che Livia e Gianni sono amanti, ma appena fa riferimento all'episodio del convegno notturno in giardino interviene Masina, sostenendo che i personaggi dell'incontro erano lei stessa e Gianni. Masina concede poi la propria mano a Gianni, che si era appena fatto avanti, e Garbini si ritrova così inutilmente comproprietario della villa.
Infine ha luogo il chiarimento tra Livia e Ferdinando: la noia e la gelosia di Livia avevano creato delle incomprensioni, ma l'amore tra di loro è intatto.

## Edizioni
- Giuseppe Giacosa, Teatro. Volume II, 2ª edizione, Milano, Mondadori, 1968